# 松前山熊義
松前山 熊義（まつまえやま くまよし、1909年8月5日 - 1984年3月3日）は、現在の北海道函館市出身で高島部屋に所属した大相撲力士。本名は川崎 熊義。173cm、87kg。最高位は西前頭筆頭。

## 経歴
1925年5月場所で「巴港山」の四股名で初土俵を踏む。休場もあって2年程序ノ口に留まっていたが、1928年1月場所で序ノ口優勝を果たしてからは順調に番付を上げ、1932年2月場所で十両昇進を果たした。十両は1年程で通過し、1933年5月場所で新入幕。入幕後も番付を上げ、連続して8場所在位した。1934年5月場所3日目には大関・武蔵山を破り、翌1935年1月場所では最高位の前頭筆頭に進み小結・双葉山に勝つなど、一時は双葉山とともに将来を有望視された。しかしその後は病気もあって精彩を欠き、1937年5月場所で十両陥落、1938年1月場所限りで28歳の若さで廃業した。

## 主な成績
- 通算成績：147勝123敗17休 勝率.544
- 幕内成績：42勝46敗 勝率.477
- 現役在位：26場所
- 幕内在位：8場所
- 各段優勝
  - 序ノ口優勝：1回（1928年1月場所）

### 場所別成績
| 1925年 （大正14年） | x                        | x                   | （前相撲）         | x                  |
| 1926年 （大正15年） | （前相撲）               | x                   | 西序ノ口22枚目 3–3 | x                  |
| 1927年 （昭和2年） | 東序ノ口6枚目 0–0–6      | 東序ノ口6枚目 0–0–6 | 新序 3–0           | 序ノ口 6–0         |
| 1928年 （昭和3年） | 東序ノ口13枚目 優勝 6–0  | 西序二段28枚目 5–1  | 西序二段8枚目 2–4  | 西序二段8枚目 5–1  |
| 1929年 （昭和4年） | 西三段目20枚目 1–5       | 西三段目20枚目 4–1  | 西三段目38枚目 4–2 | 西三段目38枚目 4–2 |
| 1930年 （昭和5年） | 西三段目11枚目 4–2       | 西三段目11枚目 2–4  | 東三段目15枚目 5–1 | 東三段目15枚目 4–2 |
| 1931年 （昭和6年） | 西幕下22枚目 2–4         | 西幕下22枚目 4–2    | 東幕下17枚目 4–2   | 東幕下17枚目 3–3   |
| 1932年 （昭和7年） | 東十両5枚目 5–3          | 東十両5枚目 7–3     | 西十両筆頭 7–4     | 西十両筆頭 3–8     |
| 1933年 （昭和8年） | 西十両6枚目 8–3          | x                   | 東前頭15枚目 7–4   | x                  |
| 1934年 （昭和9年） | 東前頭8枚目 7–4          | x                   | 西前頭3枚目 6–5    | x                  |
| 1935年 （昭和10年） | 西前頭筆頭 3–8           | x                   | 東前頭8枚目 6–5    | x                  |
| 1936年 （昭和11年） | 東前頭6枚目 5–6          | x                   | 東前頭10枚目 4–7   | x                  |
| 1937年 （昭和12年） | 東前頭14枚目 4–7         | x                   | 西十両筆頭 2–6–5   | x                  |
| 1938年 （昭和13年） | 西十両12枚目 引退 2–11–0 | x                   | x                  | x                  |
| 各欄の数字は、「勝ち-負け-休場」を示す。 優勝 引退 休場 十両 幕下 三賞：敢=敢闘賞、殊=殊勲賞、技=技能賞 その他：★=金星 番付階級：幕内 - 十両 - 幕下 - 三段目 - 序二段 - 序ノ口 幕内序列：横綱 - 大関 - 関脇 - 小結 - 前頭（「#数字」は各位内の序列） |                          |                     |                    |                    |

- 1932年1月番付では幕下西8枚目

## 幕内対戦成績
| 力士名 | 勝数 | 負数 | 力士名   | 勝数 | 負数 | 力士名   | 勝数 | 負数 | 力士名   | 勝数 | 負数 |
| ------ | ---- | ---- | -------- | ---- | ---- | -------- | ---- | ---- | -------- | ---- | ---- |
| 旭川   | 1    | 1    | 綾川     | 3    | 1    | 綾昇     | 1    | 1    | 綾若     | 0    | 1    |
| 五ツ嶋 | 0    | 1    | 射水川   | 1    | 0    | 大潮     | 0    | 1    | 大八洲   | 0    | 1    |
| 海光山 | 1    | 0    | 笠置山   | 0    | 2    | 桂川     | 0    | 2    | 金湊     | 1    | 0    |
| 九州山 | 3    | 1    | 錦華山   | 0    | 1    | 駒ノ里   | 1(1) | 3    | 鯱ノ里   | 0    | 1    |
| 新海   | 4    | 2    | 外ヶ濱   | 1    | 1    | 大邱山   | 3    | 1    | 髙登     | 1    | 0    |
| 寳川   | 0    | 1    | 太刀若   | 0    | 1    | 伊達ノ花 | 1    | 0    | 玉錦     | 0    | 2    |
| 銚子灘 | 1    | 0    | 筑波嶺   | 0    | 1    | 出羽ヶ嶽 | 1    | 0    | 出羽ノ花 | 1    | 3    |
| 出羽港 | 0    | 2    | 土州山   | 0    | 1    | 富野山   | 2    | 0    | 名寄岩   | 0    | 1    |
| 番神山 | 0    | 3    | 双葉山   | 1    | 0    | 防長山   | 1    | 1    | 前田山   | 0    | 1    |
| 三熊山 | 1    | 0    | 男女ノ川 | 0    | 1    | 武藏山   | 1    | 1    | 吉野岩   | 2    | 0    |
| 雷山   | 1    | 0    | 両國     | 2    | 3    | 和歌嶌   | 5    | 1    | 若瀬川   | 1    | 0    |

## 改名歴
- 巴港山 熊義（ともえみなとやま くまよし）1925年5月場所 -
- 八甲山  - 1932年1月場所
- 松前山 熊義（まつまえやま くまよし）1932年2月場所 - 1936年5月場所
- 渡嶋洋 公義（おしまなだ きみよし）1937年1月場所
- 松前山 熊義（まつまえやま くまよし）1937年5月場所 - 1938年1月場所